# Договір Румунії з Антантою (1916)
Договір Королівства Румунія з Антантою — таємна угода між Румунським королівством, Російською імперією, Французькою Республікою та Великою Британією від 4 (17) серпня 1916 року.

## Передумови
Від початку Першої світової війни між обома воюючими угрупуваннями відбувалася дипломатична боротьба за залучення Румунії на свій бік. Для цього Румунії пропонувалися територіальні надбання за рахунок ворогів.
Становище Румунії і її ставлення до Антати та Троїстого союзу формувалося протягом тривалого часу. 30 жовтня 1883 року під тиском Німеччини (О. Бісмарк) був підписаний Австро-румунський договір про союз, до якого приєдналася Німеччина, а у травні 1888 року — й Італія. Згідно договору Румунія приєднувалася до Троїстого союзу. Австро-Угорщина брала на себе зобов'язання надати Румунії допомогу у випадку неспровокованого нападу на неї, а Румунія зобов'язувалася виступити на боці Австро-Угорщини та її союзників на випадок їх війни із Російською імперією. Строк дії договору був визначений у 5 років. Його дія продовжувалася 1892, 1902 та 1913 року.
Перед Балканськими війнами Російська імперія активно сприяла утворенню Балканського блоку, до якого увійшли держави з суперечливими інтересами: Сербія (ініціатор створення блоку), Болгарія, Греція. Російська дипломатія створювала Балканський блок як своє знаряддя для світової війни. Під час Першої балканської війни, розв'язаної Балканським блоком супроти Туреччини, Румунія вимагала від Болгарії за свій нейтралітет територіальних компенсацій у Добруджі. Після укладення Лондонського миру (30 травня 1913 року) був підписаний Грецько-сербський союз (1 червня), спрямований проти Болгарії. Румунія приєдналася до нього і виступила проти Болгарії під час Другої балканської війни. Після поразки Болгарії за Бухарестським договором Румунія отримала південну Добруджу. Друга Балканська війна визначила новий баланс сил на Балканах: замість Балканського блоку під керівництвом Російської імперії виникло два супротивних угрупування: з одного боку — Сербія, Греція та Румунія, з іншого — Болгарія, що розпочала переговори з Туреччиною.
Навесні 1914 року дипломатія Антанти та Троїстого союзу енергійно працювала над зміцненням своїх позицій на Балканах. Під час зустрічі Миколи II з королем Румунії у Констанці (червень 1914) міністр закордонних справ Російської імперії Сергій Сазонов доклав усіх зусиль, щоб схилити Румунію на бік Антанти. У той же час, не зважаючи на вимоги Німеччини від угорців надати поступок трансільванським румунам, румуно-угорські суперечності у Трансільванії загострилися до краю. Намагання австро-німецького блоку зміцнити союз із Румунією та досягти примирення Румунії з Болгарією не дали бажаного результату.
На початок війни союзний договір 1883 року між Румунією та Троїстим союзом майже втратив реальне значення. Це сталося внаслідок невдалих спроб дипломатії Австро-Угорщини та Німеччини розв'язати конфлікт щодо румунської частини Трансільванії.
Від початку війни Німеччина обіцяла віддати Румунії Бесарабію. Але прем'єр-міністр Йонел Братіану усвідомлював, що це було можливо лише у випадку поразки Російської імперії та захисту територіальних надбань Румунії з боку Австро-Угорщини та Німеччини.
Серед керівництва Румунії також йшла боротьба між двома угрупуваннями: германофілами, що їх очолював король Кароль I, та антантофілами, які заявляли, що інтереси Румунії, пов'язані із становищем румунів у межах Австро-Угорщини, вимагають невходження країни у війну на боці Німеччини та Австро-Угорщини.
Румунія була змушена враховувати вступ своїх сусідів до ворогуючих союзів. З усіх балканських країн найсильнішу армію мала Болгарія. ЇЇ центральне положення на Балканах дозволяло використати її як плацдарм для нападу із тилу на Сербію та Румунію, а також і на Грецію. Німеччина із союзниками обіцяли Болгарії у випадку приєднання Румунії до Антанти південну та північну Добруджу, на які претендувала також Румунія. Виступ Болгарії на боці Центральних держав підштовхував на той же шлях Румунію. Однак із початком війни Болгарія не поспішала визначити своє положення щодо ворогуючих сторін і залишалась нейтральною. Лише 14 жовтня 1915 року Болгарія вступила у війну, розпочавши воєнні дії проти Сербії, свого союзника по Балканському блоку.
Серед учасників Антанти від початку війни відбувалися перемовини про поділ майбутньої здобичі. 5 вересня між урядами Російської імперії, Великої Британії та Франції була укладена Угода про неукладення сепаратного миру. 14 вересня міністр закордонних справ Російської імперії С. Сазонов подав пропозиції російської сторони щодо поділу територій після поразки Німеччини та її союзників. Пропонуючи утворити «триєдину монархію» на місці Австро-Угорщини у складі Австрійської імперії, королівства Чехії та королівства Угорщини, він вказував, що «Угорське королівство повинне було би домовитися з Румунією щодо Трансільванії». 15 вересня за ініціативи російського посланника у Бухаресті С. А. Поклевського-Козелл С. Сазонов звернувся до Миколи II і отримав його згоду на те, щоб запропонувати уряду Румунії зайняти своїми військами частину Буковини населену румунами.